# カンポラッターロ
カンポラッターロ（イタリア語: Campolattaro）は、イタリア共和国カンパニア州ベネヴェント県にある、人口約1100人の基礎自治体（コムーネ）。

## 地理

### 位置・広がり
ベネヴェント県のコムーネ。県都ベネヴェントから北北西へ18kmの距離にある。

#### 隣接コムーネ
隣接するコムーネは以下の通り。
- カザルドゥーニ
- チルチェッロ
- フラニェート・ラバーテ
- フラニェート・モンフォルテ
- モルコーネ
- ポンテランドルフォ